# Stoffer & Maskinen
Stoffer & Maskinen er en dansk rockduo bestående af Christoffer Budtz og Andreas Sommer. De blev dannet i 2006, og deres selvbetitlede debutalbum udkom i 2009.

## Diskografi
- 2009 Stoffer & Maskinen
- 2012 Astronaut